# San Pancrazio
Pour les articles homonymes, voir Sankt Pankraz et San Pancrazio (homonymie).
San Pancrazio (en allemand, Sankt Pankraz) est une commune italienne d'environ 1 550 habitants située dans la province autonome de Bolzano dans la région du Trentin-Haut-Adige dans le nord-est de l'Italie. Située dans le val d'Ultimo, c'est la première commune atteinte depuis Mérano.
Bien que située en Italie, la commune est à plus de 99 % germanophone.

## Géographie
San Pancrazio est situé à environ 11 km au sud-ouest de Mérano dans le val d'Ultimo. La vallée s'étend du val Venosta à Lana dans une direction sud-ouest et est traversé par le Valsura.
Au nord-ouest de San Pancrazio, s'élève à 2 608 m le Hochwart et à 2 474 m le Hochjoch. Au sud, se trouve le Laugenspitze (2 434 m), le Kleiner Kornigl (2 311 m) et le Großer Kornigl (2 418 m). Ces sommets font partie du massif de l'Ortles.

### Communes limitrophes
Les communes limitrophes sont  Borgo d'Anaunia, Lana, Lauregno, Naturno, Senale-San Felice, Tesimo et Ultimo.

## Histoire
Il convient de noter les nombreuses anciennes fermes de la région, presque toutes avec des racines médiévales. Parmi elles, le Beckenchristlhof se démarque, faisant l'objet d'une étude archéologique.

## Monuments et lieux d’intérêt
- Ruines du château d'Eschenlohe, dénommé château d'Ultimo depuis le XIIe siècle[2]
- Église paroissiale de style gothique avec son clocher à 56 m de haut[2],[3]
- Chapelle San Sebastiano à côté de l'église paroissiale
- Chapelle Sainte-Hélène, mentionnée pour la première fois en 1338
- Häusl am Stein, maison ayant survécu aux inondations du Valsura en 1882 car elle a été construite par inadvertance sur un bloc de pierre[4].
- Mitterbad, centre de bien-être qui était connu aux 19e et 20e siècles. De nombreuses personnalités célèbres ont rendu visite au bain, notamment Otto von Bismarck (en 1840 et 1843), l'impératrice Elisabeth d'Autriche (en 1871, 1889 et 1897), les frères Heinrich et Thomas Mann (un long été en 1901) et le peintre Franz von Defregger. Thomas Mann a terminé son roman Les Buddenbrook à Mitterbad[5].
- Lac d'Alborelo.

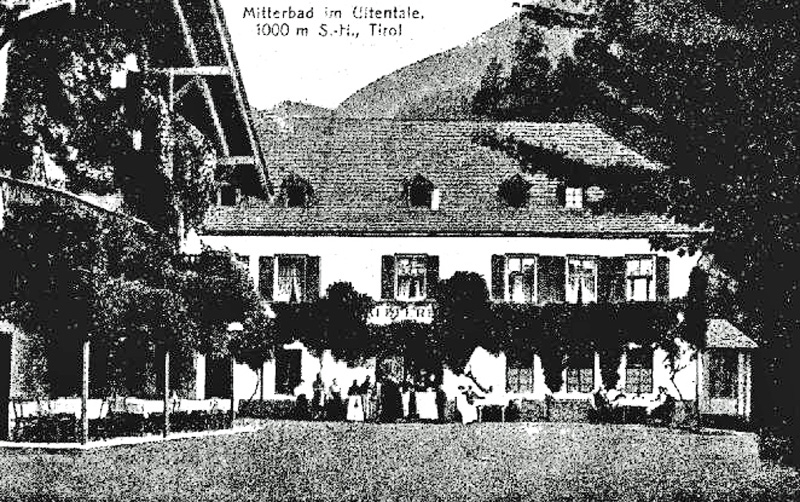
Mitterbad en 1890.
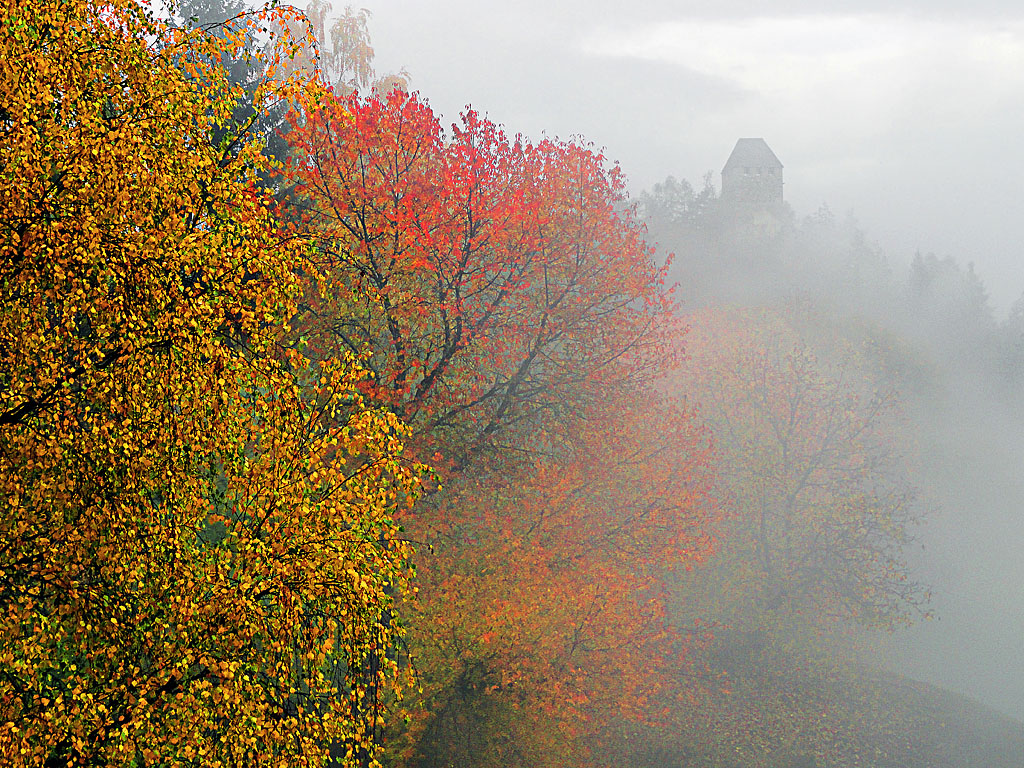
Château d'Eschenlohe.
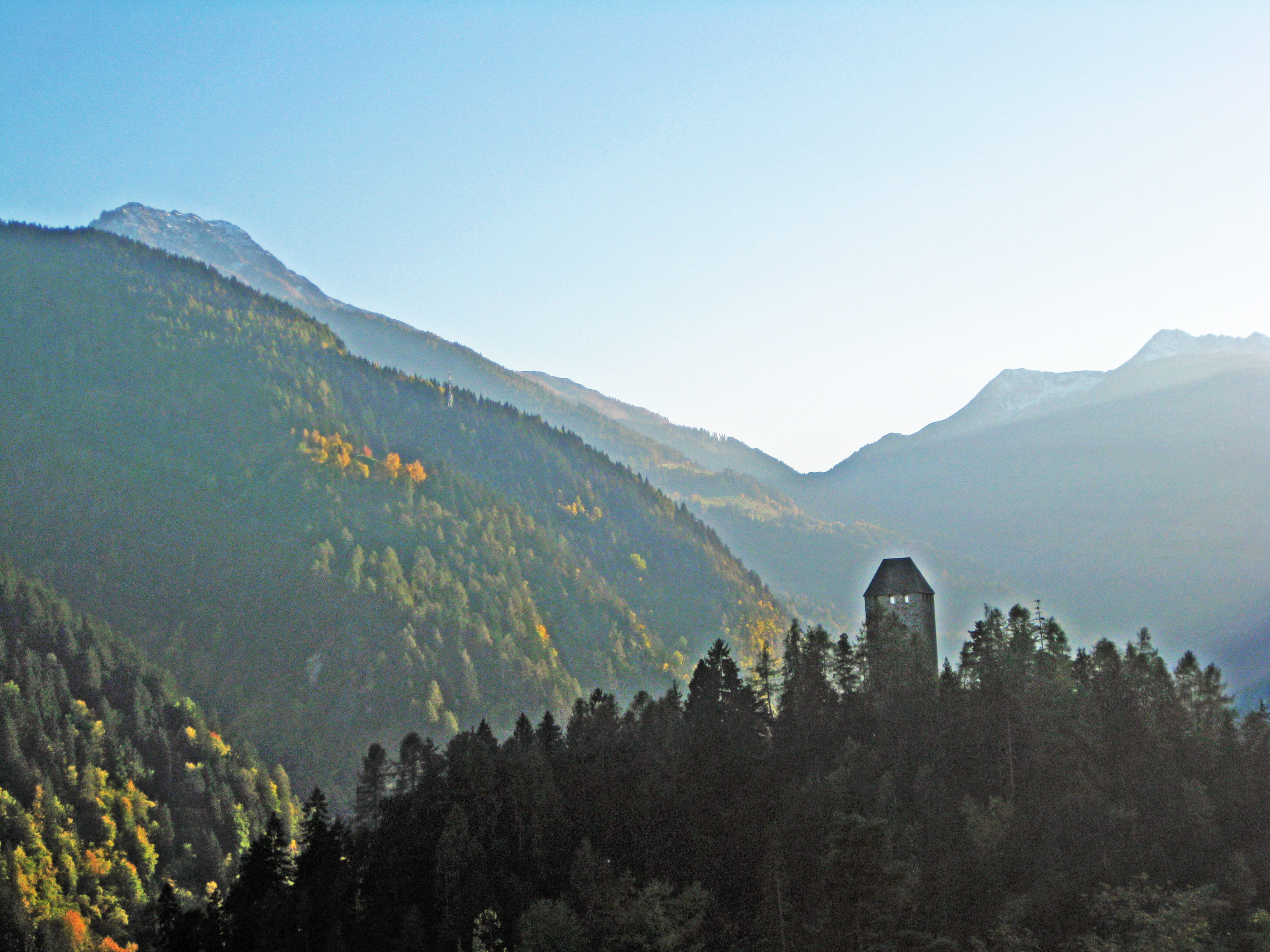
Château d'Eschenlohe.
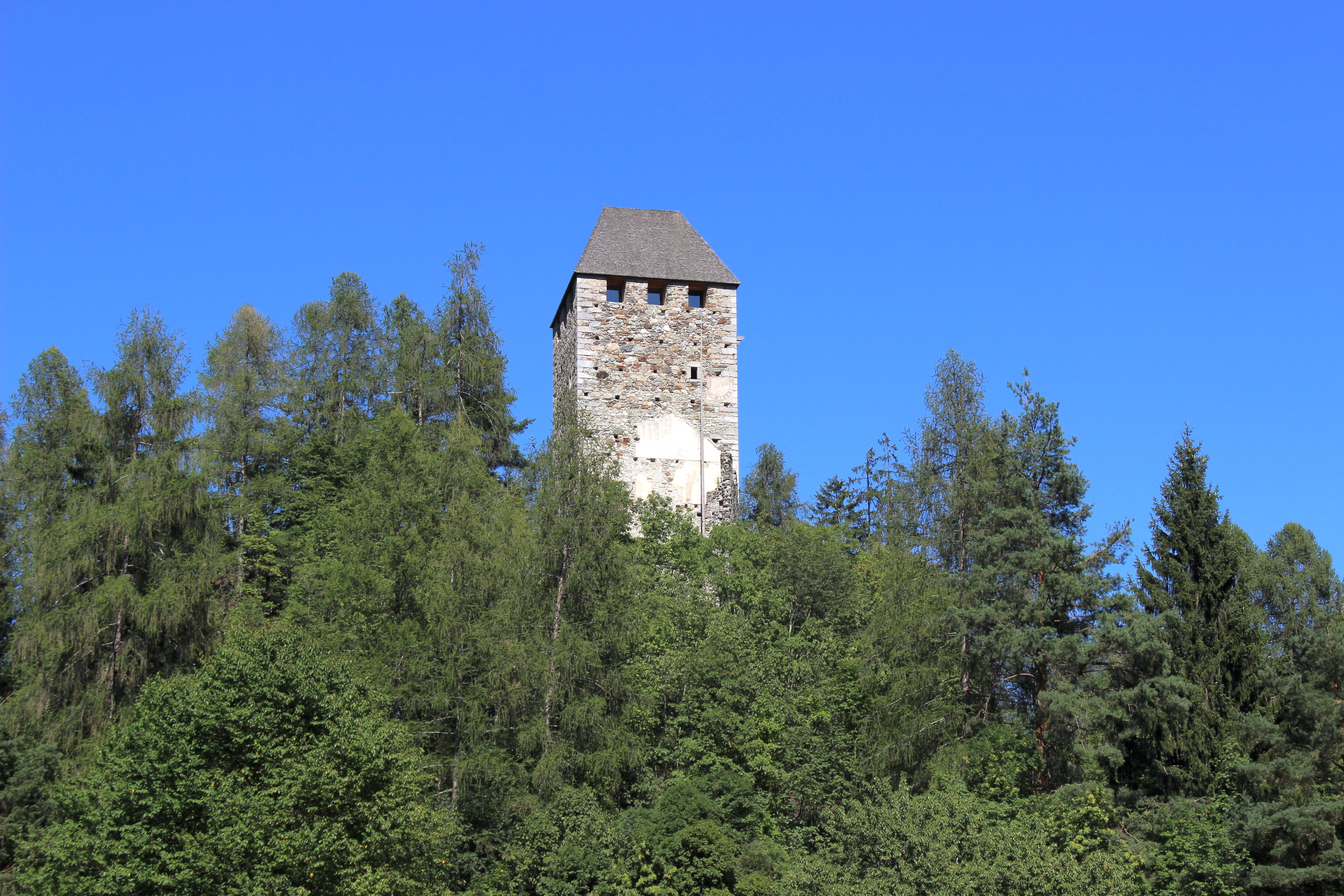
Château d'Eschenlohe.

## Économie
En plus du tourisme et de l'agriculture de montagne, il y a quelques entreprises artisanales à San Pancrazio. L'endroit a sa propre installation de chauffage pour l'approvisionnement en chaleur.

## Infrastructures et transports
De San Pancrazio, il est possible d'accéder, via la route provinciale 9 dans une direction nord-est, à Lana, puis à Merano, où se trouve la jonction avec la route 38 Merano-Bolzano (MeBo). En direction sud, la route provinciale 86 traverse le val d'Ultimo.

## Administration
| Période                                  | Période  | Identité        | Étiquette | Qualité |
| ---------------------------------------- | -------- | --------------- | --------- | ------- |
| 9 mai 2005                               | 2010     | Hermann Tumpfer | SVP       |         |
| 2010                                     | En cours | Thomas Holzner  | SVP       |         |
| Les données manquantes sont à compléter. |          |                 |           |         |

## Personnalités liées à la commune
- Josef Egger (1839-1903), l'un des historiens les plus célèbres du Tyrol, est né à San Pancrazio[2].
- Blasius Marsoner (1924-1991), poète, historien et traducteur de la Divine Comédie de Dante Alighieri